# Neomonodes
Neomonodes là một chi bướm đêm thuộc họ Noctuidae.